# Donezk (Russland)
Donezk (russisch Донецк) ist eine Stadt in der Oblast Rostow (Russland) mit 50.098 Einwohnern (Stand 14. Oktober 2010). Sie ist nicht zu verwechseln mit der Millionenstadt Donezk in der Ukraine.

## Geografie
Die Stadt liegt in den nordöstlichen Ausläufern des Donezrückens etwa 170 km nördlich der Oblasthauptstadt Rostow am Don zwischen dem rechten Ufer des Sewerski Donez und seinem rechten Nebenfluss Bolschaja Kamenka.
Unmittelbar nördlich, westlich und südlich der Stadt verläuft die Grenze zur Ukraine.
Donezk ist der Oblast administrativ direkt unterstellt.

### Verkehr
Die Stadt ist Endpunkt der Fernstraße M21 von Wolgograd, die hier am Grenzübergang Donezk–Iswaryne (russisch Iswarino) die Ukraine erreicht und weiter als M 04 über Luhansk, Donezk (Ukraine) und Dnipro nach Snamjanka führt. Die M21 ist Teil der Europastraße 40.
Südlich der Stadt verlief die 1916 als Nord-Donez-Eisenbahn fertiggestellte Eisenbahnstrecke Charkiw–Lyman–Rodakowe–Lichowskoi (Station Lichaja) bzw. –Swerewo. Seit der Erlangung der Unabhängigkeit der Ukraine 1991 liegt der von der Stadt zuvor genutzte, acht Kilometer entfernte Bahnhof Iswaryne jedoch im Ausland; zudem hatte die auf diesem Abschnitt eingleisige Strecke ihre Bedeutung auch im Güterverkehr bereits zuvor an andere Strecken verloren. Der Betrieb auf dem grenzüberschreitenden Abschnitt wurde daher eingestellt, sodass Donezk seither keine Eisenbahnanbindung hat.

## Geschichte
Der Ort wurde 1681 von Donkosaken als Staniza Gundorowka gegründet. Mit dem Beginn des Abbaus der Steinkohlevorkommen des Gebietes entstand gegen Ende des 19. Jahrhunderts eine Bergmannssiedlung.
Die Siedlung erhielt 1951 das Stadtrecht. 1955 erfolgte die Umbenennung in Donezk nach dem Fluss Sewerski Donez. Zu diesem Zeitpunkt hieß die weitaus größere und bekanntere Stadt Donezk in der Ukraine noch Stalino (umbenannt 1961).
2016 fand hier ein international umstrittener Gerichtsprozess gegen die ukrainische Militärpilotin Nadija Sawtschenko statt.

### Bevölkerungsentwicklung
| Jahr | Einwohner |
| ---- | --------- |
| 1959 | 42.369    |
| 1970 | 38.134    |
| 1979 | 44.147    |
| 1989 | 48.673    |
| 2002 | 48.040    |
| 2010 | 50.098    |

Anmerkung: Volkszählungsdaten

## Wirtschaft
Donezk ist eines der Industriezentren des östlichen Donezbeckens. Neben der Steinkohlenförderung gibt es ein Werk für Bagger sowie Betriebe der Textil- und Lebensmittelindustrie.

## Persönlichkeiten
- Pavel Gililov (* 1950 in Donezk), Pianist
- Juri Ussatschow (* 1957 in Donezk), Kosmonaut